# Turócbéla
Turócbéla (1899-ig Bella, szlovákul Belá) Bélagyulafalva településrésze, korábban önálló falu Szlovákiában, a Zsolnai kerületben, a Turócszentmártoni járásban.

## Fekvése
Turócszentmártontól 12 km-re délkeletre fekszik. Bélagyulafalva központját alkotja.

## Története
Turócbéla területén már a kőkorszaktól kezdve éltek emberek, a korai bronzkorból pedig a puhói vár népéhez tartozó temető maradványait tárták fel itt.
1282-ben „Villa Bela”, „Superior Bella”, és „Inferior Bella” néven említik először. Ekkor két részből, Alsó- és Felsőbélából állt. 1353-ban „Bela” megnevezéssel találjuk. 1425-től 1848-ig Blatnica várának uradalmához tartozott. 1535-ben „Byela”, 1554-ben „Bella” alakban említik. 1557-ben 38 családja volt. 1720-ban 58 család lakta. 1787-ben 144 házában 951 lakos élt.
A 18. század végén Vályi András így ír róla: „BELLA. Tót falu Turotz Vármegyében, földes Ura Báró Révay Uraság, lakosai katolikusok, fekszik Neczpalhoz nem meszsze, nagyságára, ’s népességére nézve itt első minden egyéb faluk közt; régi helység is, hajdan sok szabadságokkal bírt vala, azok közzül most is megtarttya, hogy Vasárnapokon reggel Vásárokat tart, régenten meredek hegyre épűlt Várral is ékeskedett, mellynek most tsak maradványai látszanak. Szántó földgye legelője kövér, hegyei sok vadakkal bővelkednek, első Osztálybéli.”
A 19. században a Révay és Velics családok birtoka volt. 1828-ban 136 házát 1201-en lakták. Lakói erdei munkákkal, szénégetéssel, fuvarozással, kézművességgel foglalkoztak.
Fényes Elek 1851-ben kiadott geográfiai szótárában így ír a faluról: „Béla, népes tót falu, Thurócz vármegyében, Sz. Mártontól keletre 1 mfd. 763 kath. lak., 1098 evang., 36 zsidó lak. Határa szép kiterjedésű, erdeje nagy s benne sok vad találtatik: legelője felette hasznos. Lakosai közt sok olajjal kereskedik. Béla nevű patakja több fűrész- és lisztmalmokat hajt. F. u. a Blatniczai uradalom. Ut. p. Thurócz-Zsámbokrét.”
1890 és 1910 között közülük sokan kivándoroltak a tengerentúlra. 1910-ben 912-en lakták, ebből 880 szlovák, 25 német és 7 magyar. A trianoni diktátumig Turóc vármegye Turócszentmártoni járásához tartozott.
1971-ben egyesítették Gyulafalvával.

## Nevezetességei
- Isten báránya tiszteletére szentelt római katolikus temploma 13. századi eredetű, a 17. században reneszánsz stílusban építették át.

## Külső hivatkozások
- Turócbéla a térképen

## Lásd még
- Bélagyulafalva
- Gyulafalva